# بند قير
بندقير (وتعني بالفارسية: سد القير) هي قرية في منطقة ميان آب الريفية، في الناحية المركزية من مقاطعة تستر، محافظة خوزستان، إيران. في تعداد عام 2006، بلغ عدد سكان القرية 446 نسمة موزعين في 73 عائلة.

## التاريخ: رستم كواده وعسكر مكرم
تقع بند قير مكان أو جوار مستوطنتين سابقتين. في العهد الساساني، ازدهرت مدينة رستم كواده (تسمى كذلك: رستاق كواد) مكان القرية. دُمرت رستم كواده أثناء الفتوحات الإسلامية في القرن السابع للميلاد.
وأثناء تلك الأوقات، أُسست مستوطنة عسكر مكرم بجوار الموقع، بالقرب من ملتقى قناة مسرقان ونهر كارون. على الرغم من غموض التاريخ المبكر للمستوطنة (لتضارب الروايات المبكرة بين البلاذري والطبري)، إلا أن كتاب حدود العالم المؤلف في القرن العاشر للميلاد يصف المدينة بكونها كبيرة ومزدهرة، واقعةً على ضفتي نهر مسرقان. كان هناك دار بويهي لسك النقود في نفس الوقت. إلا أنه وفي وقت متأخر من العصور الوسطى، هُجرت البلدة. كان من بين السكان البارزين لعسكر مكرم أبو هلال العسكري (المتوفى بعد عام 1009).
لا تزال أطلال عسكر مكرم متواجدة بشكل ملحوظ في بند قير.